# Francesco Maria Sforza

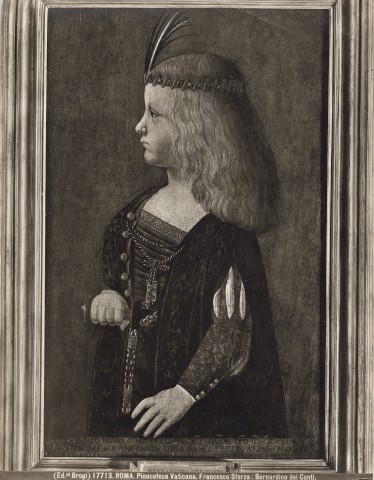
Francesco Sforza

Francesco Sforza (30 januari 1491 – Angoulême, 1512) was de oudste zoon van Gian Galeazzo Sforza en diens echtgenote Isabella van Napels. 
Hij was graaf van Pavia van 1491 tot 1499. In 1499 werd hij, nadat de Franse troepen Milaan hadden bezet, door Lodewijk XII naar Frankrijk gebracht.
Francesco keerde niet meer terug naar Milaan, hij overleed te Angoulême in 1512 nadat hij van zijn paard was gevallen.